# 我思う、故に我ラーメン
我思う、故に我ラーメン（われおもう、ゆえにわれらーめん）は北海道テレビ放送（HTB）にて放送されていたグルメバラエティ番組。放送時間は木曜日24:50 - 25:05（JST。以下同）。

## 概要
- 『HTB深夜開拓魂』第3作。北海道のラーメンを有名タレントが食べ、その味の感想をタレントが得意とするパフォーマンスで表現する無茶ぶりなラーメンバラエティ番組。深夜開拓魂シリーズでは初のグルメ番組となる。2011年4月14日から6月30日に第一期が放送され、2013年1月10日から3月28日に深夜開拓魂シリーズ第10弾となる第二期「我思う、故に我ラーメンII」が放送された。

## 放送リスト
第一期
| 回 | 放送日 （2011年） | レポーター             | 紹介店舗                          | 感想表現       |
| -- | ----------------- | ---------------------- | --------------------------------- | -------------- |
| 1  | 4月14日           | マーティ・フリードマン | えびそば一幻（札幌市中央区）      | ギター演奏     |
| 2  | 4月21日           | マーティ・フリードマン | らー麺 シャカリキ（札幌市白石区） | ギター演奏     |
| 3  | 4月28日           | ホリ                   | 山嵐雷文（札幌市中央区）          | モノマネ       |
| 4  | 5月5日            | ホリ                   | つけめんShin.（札幌市東区）       | モノマネ       |
| 5  | 5月12日           | 新田親子               | ラーメン 櫻島（札幌市西区）       | 三味線演奏     |
| 6  | 5月19日           | ホリ                   | 豚ソバFuji屋（札幌市北区）        | モノマネ       |
| 7  | 5月26日           | 蛭子能収               | ラーメン初代（小樽市）            | 一コマ漫画     |
| 8  | 6月2日            | 蛭子能収               | じぇんとる麺（室蘭市）            | 一コマ漫画     |
| 9  | 6月9日            | 男鎌田真吾             | ブタキング（札幌市東区）          | ダンス         |
| 10 | 6月16日           | おかもとまり           | らーめん菅家（札幌市中央区）      | モノマネ       |
| 11 | 6月23日           | おかもとまり           | らーめん橙ヤ 旭川本店（旭川市）   | モノマネ       |
| 12 | 6月30日           | 向谷実                 | 麺屋 菜々兵衛（札幌市白石区）     | キーボード演奏 |

第二期
| 回 | 放送日 （2013年） | レポーター             | 紹介店舗                              | 感想表現                                            |
| -- | ----------------- | ---------------------- | ------------------------------------- | --------------------------------------------------- |
| 1  | 1月10日           | マーティ・フリードマン | あら焚き豚骨 あらとん（札幌市中央区） | ギター演奏                                          |
| 2  | 1月17日           | マーティ・フリードマン | 雨は、やさしく（札幌市厚別区）        | ギター演奏                                          |
| 3  | 1月24日           | テツandトモ            | 麺処まるは健松丸（札幌市中央区）      | 「なんでだろう」漫談                                |
| 4  | 1月31日           | マーティ・フリードマン | チャルメラ番長（札幌市中央区）        | ギター演奏                                          |
| 5  | 2月7日            | テツandトモ            | 煮干しらぁめん なかじま（札幌市北区） | オリジナル楽曲「なかじまさんの歌」披露              |
| 6  | 2月14日           | 小泉エリ               | 山次郎（札幌市北区）                  | トランプマジック                                    |
| 7  | 2月21日           | 小泉エリ               | メディスン麺（札幌市中央区）          | 乳輪占い                                            |
| 8  | 2月28日           | 水木一郎 神谷明        | らーめん てつや（札幌市中央区）       | グレートマジンガー「鉄也のテーマ」歌唱 （水木一郎） |
| 9  | 3月7日            | 水木一郎 神谷明        | 凡の風（札幌市中央区）                | ケンシロウ名台詞・凡の風バージョン （神谷明）       |
| 10 | 3月14日           | キリガミスト千陽       | らぁめん道場 黒帯（札幌市北区）       | 切り紙                                              |
| 11 | 3月21日           | 柳沢慎吾               | 豚ソバ Fuji屋（札幌市中央区）         | ミニドラマ・甲子園ネタ                              |
| 12 | 3月28日           | 柳沢慎吾               | ラーメン札幌 一粒庵（札幌市中央区）   | モノマネ                                            |